# Handvenenerkennung

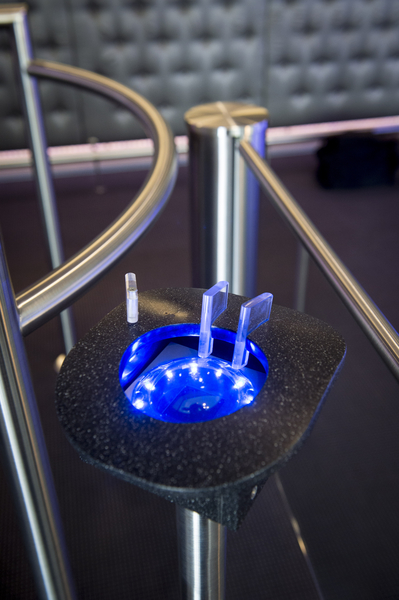
Handvenenscanner

Die Handvenenerkennung ist ein biometrisches Verfahren zur Identifikation von Personen, bei dem das Venenmuster einer Hand erfasst und mit einem Referenzmuster verglichen wird. Zur Verwendung kommen entweder die Venen der Handinnenfläche, die Venen des Handrückens oder die Fingervenen.
Die Venenmuster der menschlichen Hand sind komplex und innerhalb des Körpers vor unbemerktem Ausspähen weitgehend geschützt. Die Position der Venen bleibt zeitlebens unverändert und ist bei jedem Menschen unterschiedlich. Die Handvenenerkennung kann ein vergleichbar hohes Sicherheitsniveau, d. h. ähnlich geringe Falsch-Akzeptanz-Raten, wie die Iriserkennung erreichen.

## Technische Umsetzung
Der physikalische Effekt der Handvenenerkennung beruht auf der verstärkten Absorption von Infrarotstrahlen (Wärmestrahlen der Wellenlänge 760 nm) im sauerstoffarmen venösen Blut. Hält man seine Hand vor den Handvenenerkennungs-Sensor, sendet dieser über Infrarot-LEDs Nah-Infrarotstrahlung in Richtung der Handflächen aus. Das sauerstoffreduzierte Blut in den Venen absorbiert diese Infrarotstrahlung mehr als das umgebende Gewebe. Damit kann ein eindeutiges Bild der Venen innerhalb der Hand aufgenommen und für die Erkennung verwendet werden.
Zunächst erstellt die Kamera des Handvenen-Sensors ein Bild des Venenmusters, das ein Rechner in einem zweiten Schritt in ein Template umwandelt. Dieses Template wird beim Einlernen in eine Datenbank oder auf eine Chipkarte bzw. ein anderes Speichermedium abgelegt. Wie allgemein in der Biometrie, wird bei der Verifikation eines Benutzers, d. h. der Überprüfung seiner Identität, ein hierfür erfasstes Vergleichsmuster mit dem Template des Benutzers verglichen; bei einer Identifikation hingegen, d. h. der Feststellung der Identität durch das biometrische Merkmal, wird das Vergleichsmuster mit allen (in einer Datenbank) gespeicherten Templates verglichen und das dazu passende Template ermittelt.
Zu beachten ist, dass Verletzungen der Hand (z. B.: Knochenbrüche oder Schnittverletzungen) dazu führen können, dass eine Identifikation fehlschlägt. In diesem Fall muss ein neues Referenzmuster des Betroffenen im System hinterlegt werden.

## Spezifikationen der Venenerkennung
Handflächenvenenerkennung
Bei der Handflächenvenenerkennung wird die Innenfläche der Hand vom Sensor eingescannt bzw. erfasst. Beim Einlernen der Personen wird das Handflächenvenenmuster aufgenommen, in ein Template umgewandelt und abgespeichert. Für die Identifikation einer Person wird das aufgenommene Venenmuster mit allen gespeicherten Venen-Templates verglichen. Die Handflächenvenenerkennung erfolgt kontaktlos.
Handrückenvenenerkennung
Bei der Handrückenvenenerkennung wird der Handrücken durch den Sensor eingescannt. Während bei der Handinnenfläche Pigmentflecken oder Haare keine Rolle spielen, kann es beim Handrücken zwangsläufig zu entsprechenden Störungen kommen. Ebenso sind Terminals meist so gebaut, dass ein Griff umfasst werden muss und der Handrücken gegen den Sensor gedrückt wird, wodurch kein berührungsloses Verfahren gegeben ist.
Fingervenenerkennung
Bei der Fingervenenerkennung wird der jeweilige Finger von der Oberseite sowie der linken und rechten Seite beleuchtet und das Venenmuster von unten eingescannt. Das Venenmuster eines Fingers ist kleiner und damit entsprechend weniger komplex als das Venenmuster einer Handfläche. Hinzu kommt die größere Empfindlichkeit der Fingervenen bei Kälte. Bei kalten Fingern können sich die Kapillar-Venen komplett zusammenziehen, so dass sie eventuell nicht mehr erkannt werden.
Die Fingervenenerkennung erfolgt nicht kontaktlos, da der entsprechende Finger komplett auf dem Sensor aufliegen muss.

## Einsatzbereiche
Die Handvenenerkennung wird speziell im Hochsicherheitsbereich eingesetzt. Besonders effizient wird der Einsatz in Unternehmen, die Venenerkennung nicht nur für den physischen Zutritt zu Gebäuden oder Räumen einsetzen, sondern parallel für den Zugang zu Rechnersystemen. Ähnlich einem Fingerabdrucksensor lässt sich ein Handvenensensor in verschiedenste Geräte integrieren.
Handvenenerkennung kommt zum Beispiel auch beim GMAT zum Einsatz, einem Test, dem sich Bewerber mancher wirtschaftswissenschaftlicher Masterstudiengänge unterziehen müssen.  In Japan wird das System in Bankautomaten für den sicheren Zahlungsverkehr verwendet.

## Hersteller von Venenerkennungssystemen
Hersteller von Venenerkennungssystemen sind z. B. Fujitsu (Handflächenvenen), Hitachi, NEC, Sony (alle Fingervenen) und Techsphere (Venen der Handrücken).